# Martí Montserrat Guillemat
Martí Montserrat Guillemat, conegut artísticament com a Serramont, (El Morell, Província de Tarragona, 4 de juliol de 1906 - Barcelona, 12 de gener de 1990), fou un compositor, director, pianista, acordionista i organista.
Fundà el 1932 l'Orquesta Serramont, que amb lleugeres variants com ara Orquesta Musette de Serramont o Orquesta Musette de Serramont y José Morató, va perdurar més de tres dècades. Va actuar arreu de l'estat espanyol i a diversos països: Portugal, Marroc, Algèria, Bèlgica, Suïssa i França. Va acompanyar cantants populars de l'època: Mario Visconti, Pilar Arcos, Raül Abril i també l'humorista Cassen. Al llarg de la seva carrera artística va actuar a les sales de festa El Oro del Rhin i Rigat. La seva va ser la primera orquestra de Televisión Española a Catalunya als estudis de Miramar.
De ben jove va aprendre a tocar el piano d'oïda i a l'edat de 9 anys ja ho feia al bar que el seu pare tenia a El Morell. De més gran també en altres pobles de la rodalia, fins que la família es va traslladar a Barcelona i en Martí va cursar estudis al Conservatori del Liceu.
En el seu repertori predominava la música ballable. La seva primera composició, el xotis Ni pintao, data del 1925. El 1927 treballava com a pianista en el cinema Principal Palace, on va conèixer Carlos Gardel, el qual va mostrar interès per un tango de Serramont: La gloria del Águila, que va enregistrar el 1928. També es pot destacar el pasdoble Mi emoción al ver Arruza (un famós torero), enregistrat pel baríton Marcos Redondo pels volts del 1944. Compongué cançons, com ara  Avelina interpretada el 1932 pel tenor Emili Vendrell i les sardanes El noiet de l'acordió (1949) i El Port de Barcelona (1956). Participà en pel·lícules, com a compositor, i fins i tot com a intèrpret: Un enredo de família (1943), Huyendo de sí mismo (1953), Pasaporte al infierno (1956) i Delincuentes (1957) en son un exemple. Del seu matrimoni amb Maria Balart, va tenir dues filles, Montserrat i Maria Antònia.